# Gerónimo Valdés
Gerónimo Valdés y Sierra, vizconde de Torata y conde de Villarín (Villarín de Asturias, Somiedo, 1784 - Oviedo, 1855), fue un noble, militar y político español.

## Biografía
Estudió Derecho en la Universidad de Oviedo, en donde se enteró de la invasión francesa de España en 1808, alistándose como voluntario. Su situación de estudiante universitario y la carencia de oficiales, le facilitaron, prontamente, ser nombrado capitán y terminó la guerra contra Napoleón con el grado de teniente coronel.
Abandonando, definitivamente, sus estudios, viajó a América junto a José de la Serna en 1816. En complot con otros militares, colaboró con la destitución del Virrey del Perú, Joaquín de la Pezuela, por De la Serna. Llegó a ser Mariscal de campo, destacando por sus acciones en las batallas de Torata y Corpahuaico. Tras el desastre de Ayacucho, regresó a España vía Francia en 1824.
Tras la muerte de Fernando VII y siendo Teniente general participó en el ejército cristino en favor de la causa de la reina Isabel II contra su tío Carlos María Isidro de Borbón en la primera guerra carlista. 
Había sido nombrado por María Cristina de Borbón-Dos Sicilias ministro de la Guerra en 1834, pero en septiembre de 1835 decidió hacerse cargo personalmente del mando del Ejército del Norte. A los pocos días de llegar a Vitoria, marchó con un poderoso ejército a las Amescoas en Navarra a enfrentarse con Zumalacárregui, sufriendo allí la desastrosa Acción de Artaza durante los días 20 a 22 de abril de 1835. Refugiado en Logroño, recibió la visita de Lord Elliot, firmando aquí el 27 de abril de 1835 el llamado Convenio lord Elliot que días antes ya había firmado Zumalacárregui en Asarta, mediante el cual, básicamente, se acordaron respetar en lo sucesivo la vida de los soldados hechos prisioneros y canjearlos siempre que fuese posible realizarlo.
Tras la llegada de su antiguo subordinado y amigo Baldomero Espartero a la Regencia de España durante la minoría de edad de Isabel II, fue nombrado Capitán general de Cuba. Fue senador y escribió una Historia de la independencia del Perú. 
Está considerado como el asturiano más importante del siglo XIX, como profesional del ejército y sin las connotaciones políticas de del Riego o San Miguel.

## Sospechas de trabajar para Inglaterra
Durante el proceso de independencia del Perú, y como prueba de buena fe, San Martín se ofreció a viajar en persona a Madrid para solicitar a las Cortes que escogieran a un infante de España, un príncipe Borbón, para que fuese proclamado rey del Perú. No había ninguna doble intención, porque de lo que se trataba era de evitar que toda Hispanoamérica pasara a ser una colonia informal de Su Graciosa Majestad británica. El proyecto de San Martín no era producto de la lectura de los libros, sino el resultado de la experiencia adquirida en América, y era consciente de la fidelidad de las masas indígenas a la Corona de España y de la apetencia de Inglaterra y Francia por heredar los territorios de España en América. Todo esto hacía pensar que el plan —que implicaba la reconciliación con España— fuera visto con buenos ojos por el virrey De la Serna y sus oficiales, que departieron amablemente con los delegados de San Martín en medio de brindis y bromas. De la Serna pidió algunos días para consultar con el resto de sus oficiales.
Las reuniones continuaron en el pueblo de Miraflores, al sur de Lima, y, posteriormente, a bordo del buque neutral Cleopatra, pero la oposición del brigadier José de Canterac y, sobre todo de Valdés (del cual había sospechas de que trabajaba para Gran Bretaña) frustraron el proyecto. San Martín supo siempre que el principal responsable de que fracasara su propuesta de reconciliación con España no había sido Canterac sino Valdés, al que calificó como «genio del mal».

## Condecoraciones
A lo largo de su carrera militar recibió las siguientes condecoraciones:
- Caballero de la Orden de San Hermenegildo.
- Caballero gran cruz de la Orden de Carlos III.
- Caballero de la Orden de Isabel la Católica.
- Cruz Laureada de San Fernando.